# Arrondissement Senlis
Arrondissement Senlis (fr. Arrondissement de Senlis) je správní územní jednotka ležící v departementu Oise a regionu Hauts-de-France ve Francii. Člení se dále na 9 kantonů a 133 obce.

## Kantony
od roku 2015:
- Chantilly
- Creil
- Crépy-en-Valois
- Méru (část)
- Montataire (část)
- Nanteuil-le-Haudouin
- Nogent-sur-Oise (část)
- Pont-Sainte-Maxence (část)
- Senlis

před rokem 2015:
- Betz
- Chantilly
- Creil-Nogent-sur-Oise
- Creil-Sud
- Crépy-en-Valois
- Montataire
- Nanteuil-le-Haudouin
- Neuilly-en-Thelle
- Pont-Sainte-Maxence
- Senlis